# 聖約翰堂 (沃明斯特)
聖約翰堂（英語：St John’s Church），全名福音書著者聖約翰堂（Church of St John the Evangelist），是一座英格蘭教會教堂，位於英國英格蘭威爾特郡沃明斯特博睿芒路95號（95 Boreham Road），是一座級登錄建築。

## 歷史及特徵

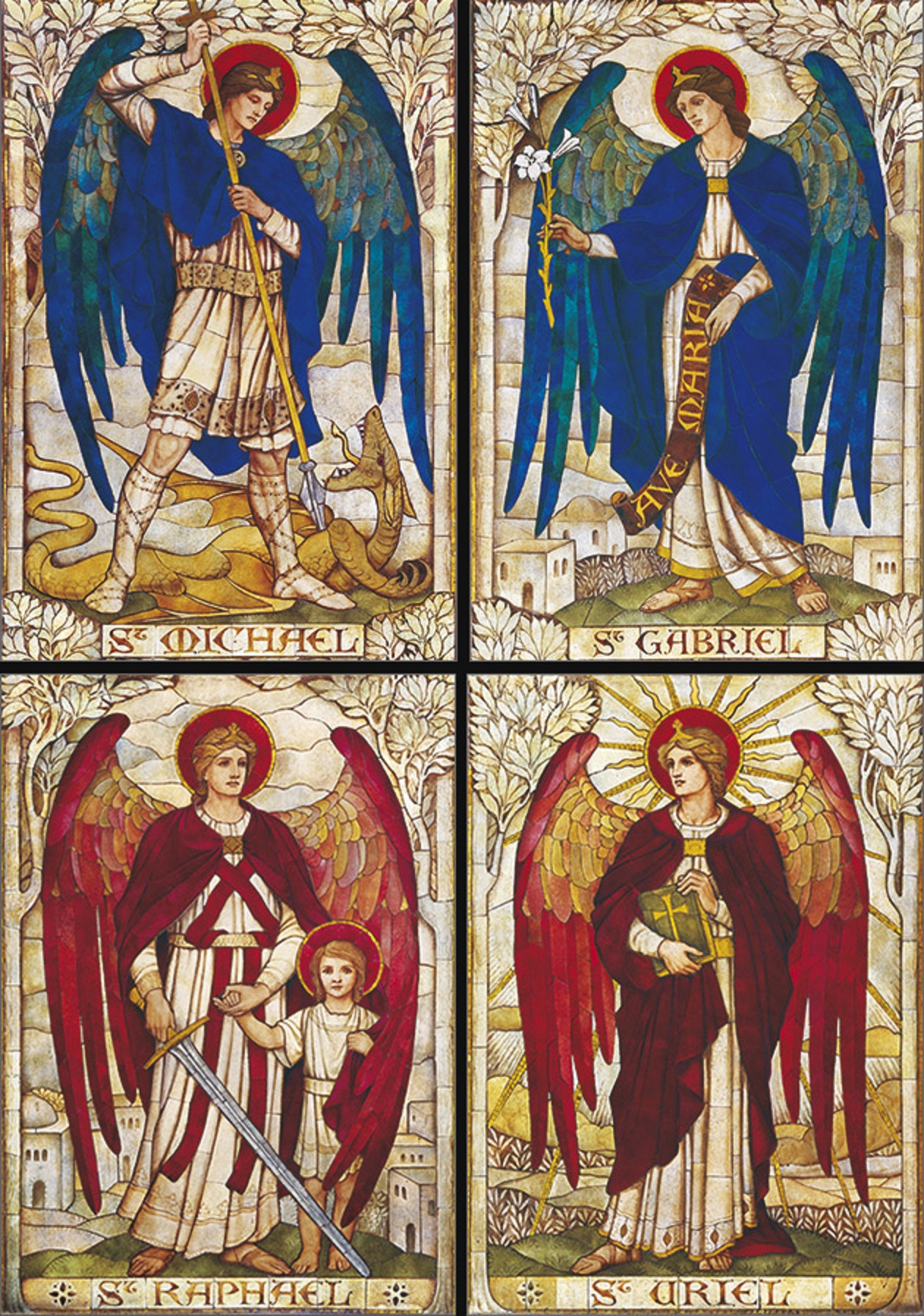
教堂內部聖壇所東牆上的四大天使長馬賽克鑲嵌畫，順時針方向：米迦勒、加百列、烏列爾及拉斐爾。

聖約翰堂建於1865年並於同年竣工，原因是當地的堂區教堂聖丹尼斯堂已經容納不下日益增多的信徒。教堂位於博睿芒路旁一處名為  的地方，這片土地是畢謝普斯泰洛鄉村別墅的威廉·湯樸（William Temple）於1859年所贈，大約距沃明斯特城鎭中心1.2公里。沃明斯特的堂區牧師菲利浦（Rev J E Phillips）在一年之內就籌集了2700英鎊作為修建資金，直到教堂竣工也只花掉了1935英鎊。
該堂由倫敦建築師喬治·艾得蒙·史垂特設計，整體採用流行於中世紀的早期英倫哥德式建築風格，結合當時盛行的維多利亞哥德式風格。教堂建築包括中殿及中殿北面的側廊；聖壇所及其北面側廊，主要是用來放置管風琴；一間聖器室；南面的門廊以及頂部的鐘架。
外觀平平的聖約翰堂，內部卻很是出人意料。大量的裝飾性磚瓦，刻有花飾的領洗池及講道壇。聖壇所裝飾有屏風壁，所內的供壁浮雕分成三個場景，左右兩邊雕刻基督的象徵物鵜鶘和上帝的羔羊，中間的受難群像上方具三角形門楣，兩側裝飾科林斯圓柱。供壁後方東牆中心的花窗玻璃是克萊頓與貝爾的作品，玻璃窗兩側的四大天使長馬賽克鑲嵌畫由詹姆士·鮑威爾及其子繪製。
擅長哥德復興風格的建築師查爾斯·龐廷為教堂設計了描繪《聖經》故事場景的馬賽克鑲嵌及碎石鑲嵌壁畫，亦由詹姆士·鮑威爾及其子完成繪製，這些驚豔的世紀末風格藝術品同東牆上的四大天使鑲嵌畫完美契合。龐廷還於1925–1926年期間為聖約翰堂增建了一間洗禮堂。

## 外部連結
- A Church Near You entry （页面存档备份，存于） （英文）
- 维基共享资源上的相關多媒體資源：沃明斯特聖約翰堂